# Natanael Berg

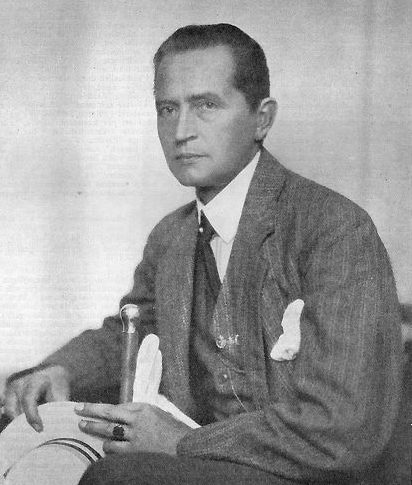
Natanael Berg (1929)

Carl Natanael Berg (* 9. Februar 1879 in Stockholm; † 14. Oktober 1957 ebenda) war ein schwedischer Komponist.
Natanael Berg studierte Tiermedizin und bildete sich zunächst musikalisch als Autodidakt. Er studierte dann am Konservatorium von Stockholm Gesang bei Julius Günther und Komposition bei Johan Lindegren. Bis 1939 arbeitete er als Tierarzt bei der Schwedischen Armee, danach war er freischaffender Komponist. In den Jahren von 1918 bis 1924 leitete er als Präsident den schwedischen Komponistenverband.
Er komponierte fünf Opern und drei Ballette, fünf Sinfonien und mehrere sinfonische Dichtungen, ein Klavier- und ein Violinkonzert, eine Serenade für Violine und Orchester, ein Klavierquintett, Balladen, Lieder und Klavierstücke in spätromantischem Stil.

## Werke
- Saul och David, 1907
- Eros vrede, 1907
- Traumgewalten, Sinfonische Dichtung, 1910
- Leila, Oper, 1910
- Mannen och kvinnan, 1911
- Predikaren, 1911
- Alles endet was entstehet, 1. Sinfonie 1913
- Varde Ljus, Sinfonische Dichtung, 1914
- Älvorna, Ballett, 1914
- Israels lovsång, 1915
- Årstiderna, 2. Sinfonie, 1916
- Makter, 3. Sinfonie, 1917
- Klavierquintett, 1917
- Die badenden Kinder, 1918
- Violinkonzert, 1918
- Pezzo Sinfonico, 4. Sinfonie, 1918
- Sensitiva, Ballett, 1919
- Streichquartett, 1919
- Hertiginnans friare, Ballett, 1920
- Serenade für Violine und Orchester, 1923
- Trilogia delle passioni", 5. Sinfonie, 1924
- Höga Visan, 1925
- Engelbrekt, Oper, 1928 (Engelbrecht, Braunschweig 1933)
- Klavierkonzert, 1931
- Judith, Oper, 1935
- Birgitta, Oper, 1942
- Genoveva, Oper, 1944–46
- Reverenza für Orchester, 1949
- Tre konungar, Teil 1, Oper (unvollendet), 1950–1954, orchestriert bis 1957

## Diskografie
- Symphonien Nr. 1 & 2 (Deutsche Staatsphilharmonie Rheinland-Pfalz, Ari Rasilainen); Classic production osnabrück 2007[2]
- Symphonie Nr. 3 Makter + Reverenza; Hertiginnans friare-Suite (Norrköping SO, Ari Rasilainen), cpo 2006[3]
- Symphonie Nr. 4 Pezzo sinfonico + Birgitta-Suite; Klavierkonzert in cis (sterling CD, 1976–1991)[4]